# Максименко Ігор Володимирович
Ігор Володимирович Максименко (нар. 6 вересня 1984, м. Харків) — майстер спорту України міжнародного класу з кікбоксингу і тхеквондо, переможець Кубка світу з кікбоксингу.

## Біографія

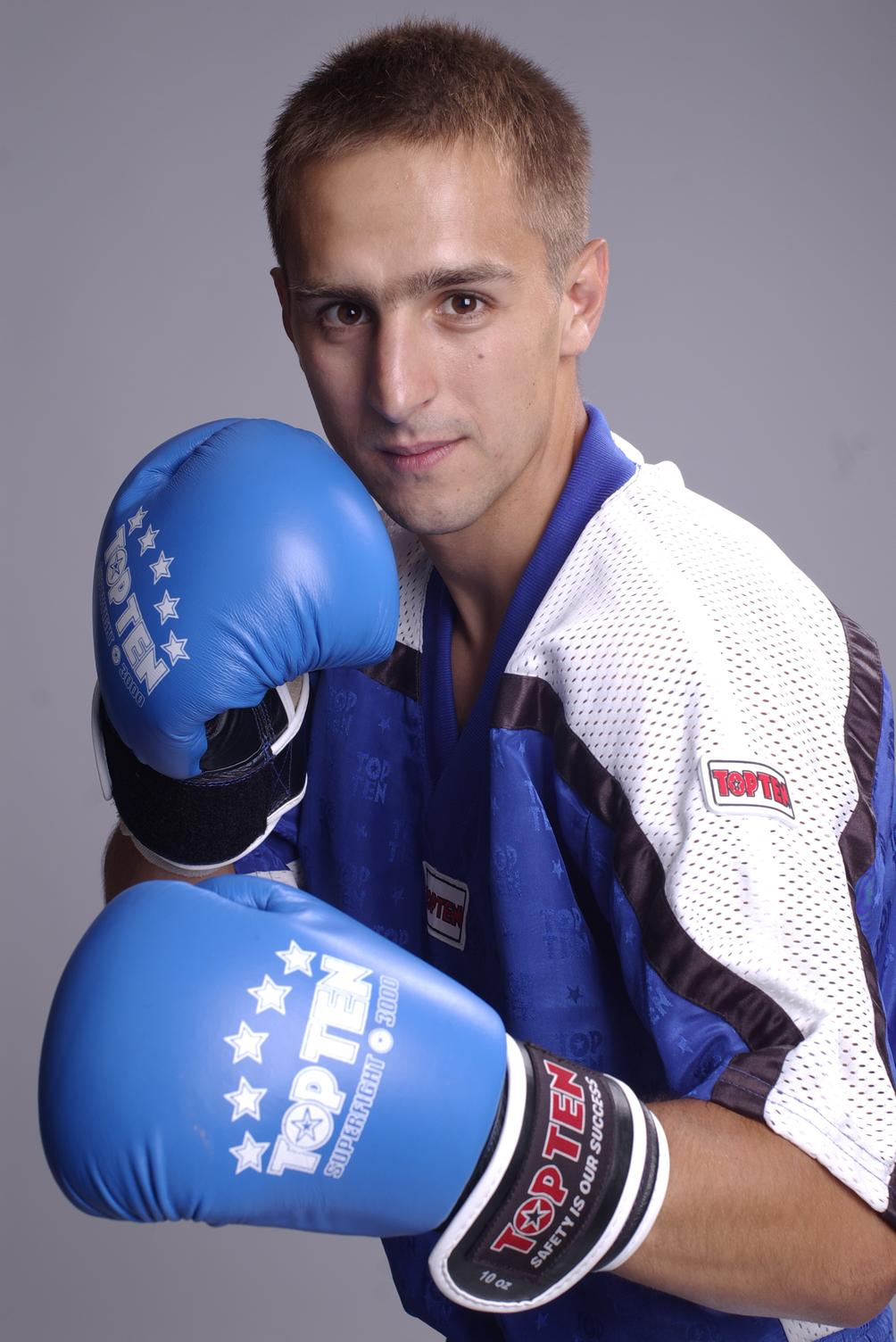

Народився 6 вересня 1984 року у Харкові. За національністю українець. Мати — Максименко Олена Анатоліївна, учитель початкових класів. Батько — Максименко Володимир Анатолійович, слюсар-зварювальник. Брати — Іван і Максим, сестри — Ірина, Дарина і Анастасія.
У 1991 році пішов до 1 класу середньої школи № 66 м. Харкова.
У 1993 році переїхав до селища Слобожанське Харківської області. У цьому самому році перейшов у Слобожанську середню школу № 1, яку закінчив у 2001 році.
У 2002 році став переможцем Кубка світу «Кубок Петра Великого» з тхеквондо. У цьому самому році вступив до Харківської державної академії фізичної культури на спеціальність "тренер-інструктор з тхеквондо".
У 2004 році залишив інститут з особистих причин.
У 2004 році здобув звання майстра спорту України з тхеквондо. У цьому самому році став срібним призером Кубка світу з кікбоксингу (ВАКО).
У 2005 році став Чемпіоном Європи з тхеквондо (Італія) та здав майстра спорту України міжнародного класу.
У 2007 році розпочав тренерську діяльність у Всеукраїнському союзі тхеквондо, де працює по сьогодні.
У 2009 році став переможцем Кубка Європи з тхеквондо (Польща).
У 2010 році став переможцем професійного турніру ПРО ТКД (Молдова). У цьому самому році поновив навчання у ХДАФК.
У квітні 2011 року став чемпіоном Всеукраїнського союзу тхеквондо.
У червні 2011 став переможцем Кубка світу з кікбоксингу (WAKO «Bestfighter» — 2011), який проводився в м. Ріміні (Італія).

## Досягнення

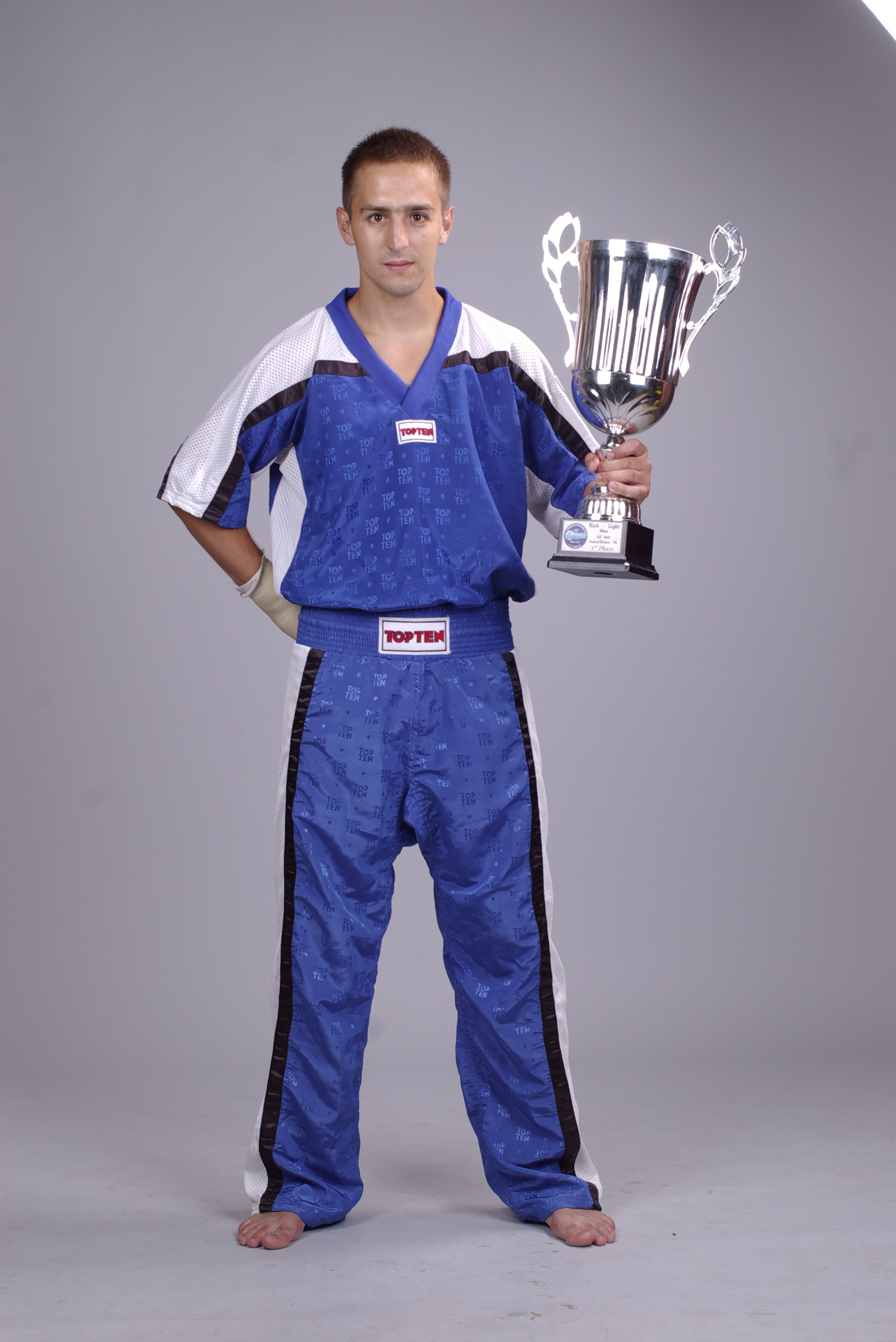

- переможець Кубка світу «Кубок Петра Великого» з тхеквондо — 2002 р.;
- майстер спорту України з тхеквондо — 2004 р.;[1][2]
- срібний призер Кубка світу з кікбоксингу (ВАКО) — 2004 р.;
- чемпіон Європи з тхеквондо — 2005 р.;[1][3][2]
- майстер спорту України міжнародного класу з тхеквондо — 2005 р.;
- переможець Кубку Європи з тхеквондо — 2009 р.;[1][4][2]
- переможець професійного турніру ПРО ТКД — 2010 р.;[1][2]
- переможець матчової зустрічі з тхеквондо Україна-Польща — 2010 р.;[5]
- чемпіон Всеукраїнського союзу тхеквондо — 2011 р.;
- переможець Кубка світу з кікбоксингу WAKO «Bestfighter» — 2011.[6][7][8][9][10][11]

## Захоплення
Спорт, сучасна музика, автомобілі, подорожі.